# ایران ورزشی
ایران ورزشی یک روزنامه ورزشی به صاحب امتیازی مؤسسه فرهنگی مطبوعاتی ایران و وابسته به خبرگزاری جمهوری اسلامی است. این روزنامه از سال ۱۳۷۵ به عنوان یک روزنامه تخصصی ورزشی صبح چاپ تهران منتشر می‌شود.

## تاریخچه
اولین شماره روزنامه ایران ورزشی، اول خرداد ۱۳۷۶ برای نخستین بار روی دکه‌های مطبوعات خودنمایی کرد اما این روزنامه محصول کاری چندساله بود و از درون روزنامه ایران که از اول بهمن ماه ۱۳۷۳ متولد شد، نشات گرفته بود. سرویس ورزشی روزنامه ایران را می‌توان خاستگاه اولیه انتشار روزنامه ایران ورزشی دانست که در دو صفحه تولید و منتشر می‌شد.

## مدیران مسئول از ابتدا تا حال
احمدرضا توکلی، کسری نوری‌شمیرانی، حمید قاسمی، غلامحسین اسلامی‌فرد، فرهاد طلوع کیان، محمد عباسی راد، علی عالی، علی جوادی، جواد بشیری و داود عطایی.

صفحه نخست روزنامه از آخرین پیش‌شماره آزمایشی روزنامه ایران ورزشی در تاریخ اردیبهشت ماه

## روزنامه نگاران شاغل در تاریخ ایران ورزشی
تحریریه روزنامه ایران ورزشی در همه این سال‌ها شاهد حضور بهترین نویسندگان، روزنامه نگاران و خبرنگاران ایران بود. علی جوادی، پرویز زاهدی، فریدون شیبانی، حسین خوانساری، عزیزالله اطاعتی، پژمان راهبر، سیامک رحمانی، محمد شهرابی، پیام یونسی پور، سعید زاهدیان، حمیدرضا عرب، داود عطایی ابوالفضل امان‌الله، پریسا قهرمانی، امیرحسین ناصری، امیر علیزاده، مصطفی شوقی، مرتضی شمس، مهری رنجبر، لیلی خرسند، امیر بهادری نژاد، فرشاد کاس نژاد، امیر اسدی، زهرا اسدی، جعفر برزگر، محمد قراگوزلو، ناصر قراگوزلو، جواد حسینی، رضا عباسپور، محسن وظیفه، محسن آجرلو، آزاده پیراکوه، شهرام وزیری، مهدیه دریابیگی، اکبر منتشلو، بهناز میرمطهریان، سمیرا شیرمردی، آرمن ساروخانیان، اشکان نعمت‌پور، حمیدرضا کشاورزی، سیدعلی بلندنظر، مجید حاتمی، مصطفی شوقی، وصال روحانی، محسن ذاکری، وحید جعفری، رسول مجیدی، حسین قهار، شکوفه موسوی، احسان محمدی، علی مغانی، آرش حسن پور، سام ستارزاده، سامان موحدی راد، علی کمانگری، میعاد نیک،علی رضایی، هیوا مافی، امیر همایون، هومن کواکبی، سپهر خرمی، محمدرضا رحیمی، ایلیا بهزاد اول، حامد جیرودی، محمد سدهی، پریسا غفاری، فائزه زمانی، مهری رنجبر… بخشی از تاریخ ایران‌ورزشی هستند.

گروه کاری روزنامه ایران ورزشی به شرح زیر معرفی می‌شوند:
مدیرمسوول: علی جوادی
سردبیر: علی جوادی
شورای دبیری: حمیدرضا عرب، فرخ حسابی، محمد جواد متشکر حسینی
مدیر فنی و هنری:محسن ذاکری

### تحریریه ایران ورزشی
سرویس فوتبال ایران: حمیدرضا عرب (دبیر)، وصال روحانی، محمد قراگزلو، جعفر برزگر، اکبر منتشلو، محمدرضا رحیمی، محمدقراگزلو، ایلیا بهزاد اول، ناصر قراگزلو، محسن ذاکری، حامد جیرودی، محمد سدهی و ....
سرویس ورزش جهان: فرخ حسابی (دبیر)، محمدرضا رحیمی، علی بلندنظر
سرویس ورزش ایران: مهری رنجبر، فائزه زمانی، پریسا غفاری، محسن وظیفه
عکس: مجتبی حسین مرشدی
صفحه‌آرایی: علی عباسی، حامد حسینی، مرتضی طهوری
ویراستاری: مسعود قراگزلو، سیده زهرا آرامی، فرشته معتمدی، علی‌اصغر قاسمی

## انتشار در روزهای عید و کرونا
یکی از اقدامات مهم تحریریه و فنی روزنامه ایران ورزشی، انتشار روزنامه به صورت آنلاین در روزهای عید ۱۳۹۹ بود که مردم ایران به خاطر کرونا حق سفر نداشتند یا محدودیت‌های جدی از سوی دولت وضع شده بود. علی عالی در این رابطه به خبرنگار ایرنا گفت: یکی از کارهای تازه که برای اولین‌بار در روزنامه ایران‌ورزشی انجام شد، انتشار روزنامه الکترونیکی در روزهای تعطیلی عید نوروز بود که از ابتدای هفته دوم تعطیلات، تحریریه و بخش فنی روزنامه فعال شد و هر شب ۴صفحه ویژه‌نامه عید نوروز به‌صورت دورکاری منتشر کرد و روند انتشارش حتی در روزهای دوازدهم و سیزدهم ادامه داشت.

## تغییر لوگو، قطع و گرافیک

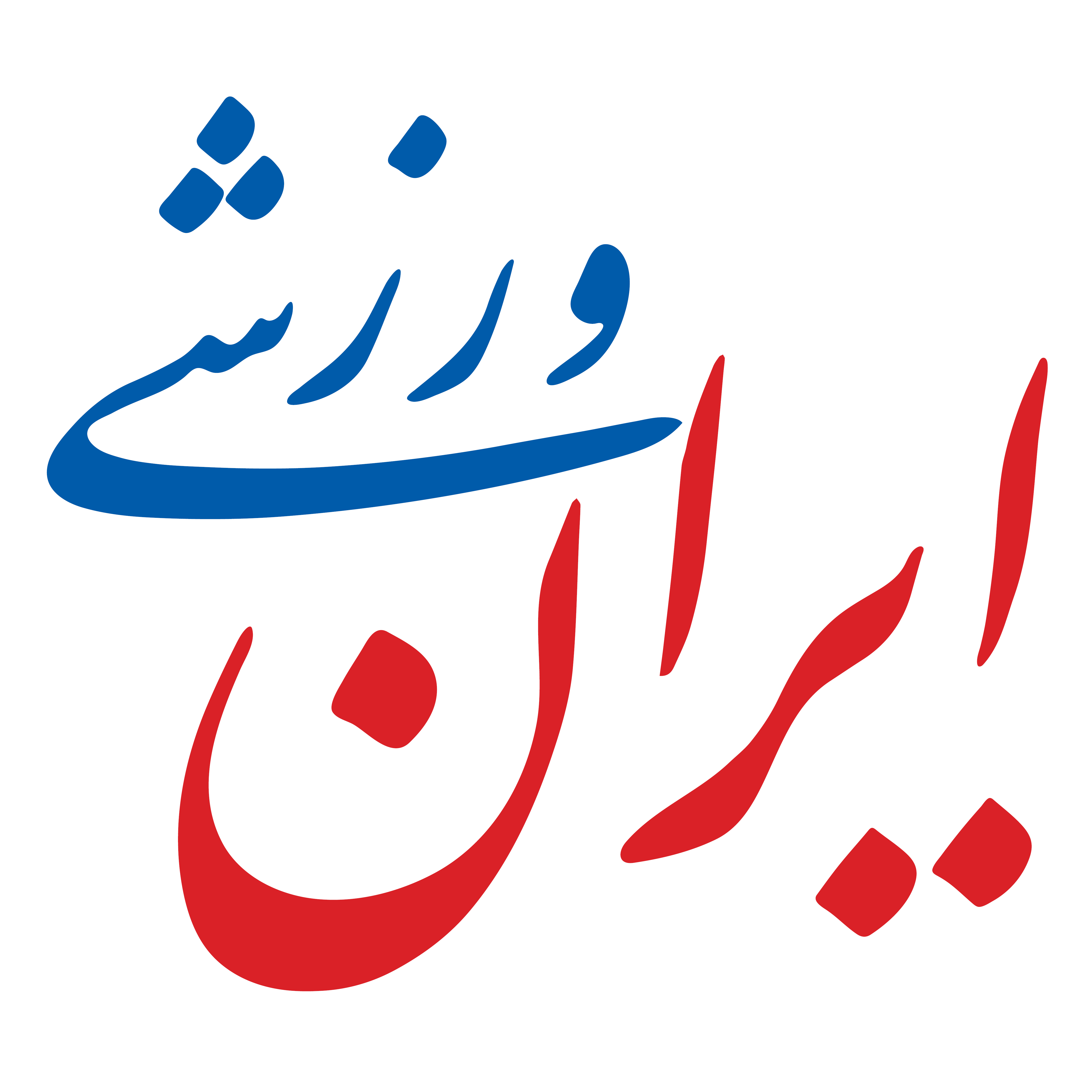
آخرین لوگو روزنامه ایران ورزشی

روزنامه ایران ورزشی از بیست و نهم دی ماه ۱۳۹۸ اقدام به تغییر لوگو، قطع و گرافیک صفحاتش کرد و روزنامه را در ۲۴صفحه مترویی منتشر کرد. روزنامه‌های مهم ورزشی دنیا با این قطع منتشر می‌شود و اهداف از این اقدام، نزدیک شدن به استانداردهای بین‌المللی بود. اگر چه شیوع کرونا و به هم ریختن اقتصاد ایران و دنیا و مشکلات کاغذ و دوری مردم از خرید روزنامه و مجلات به خاطر ویروس، این تغییر به چشم نیامد، اما روزنامه به استاندارد روز دنیا نزدیک شد. به دلایل ذکر شده در دوران کرونا و دیگر عوامل، این روزنامه بار دیگر به قطع قبلی برگشت و در حال حاضر با قطع نیم ورقی 35 در 50 منتشر می‌شود. لوگو روزنامه نیز دوباره تغییر کرد..
البته روزنامه ایران ورزشی در طول زمان فعالیت خود بارها دچار تغییر لوگو، اندازه و ... شد که در زیر تعدادی از لوگوهای تاریخ انتشار این روزنامه آمده است: 

## سایت ایران ورزشی آنلاین

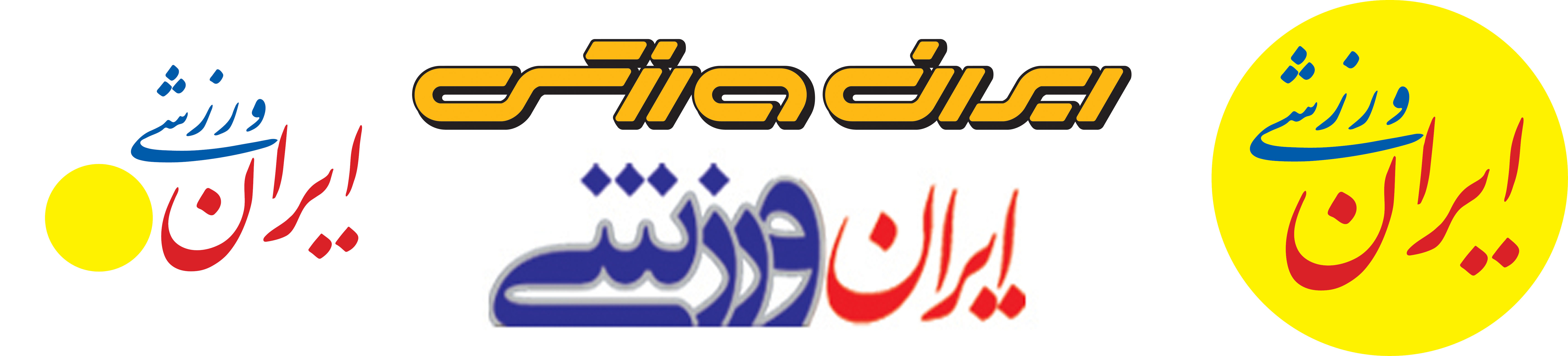

در دوره جدید روزنامه ایران ورزشی و بعد از شیوع بیماری کرونا در ایران، رسانه‌های چاپی با مشکل جدی مواجه شدند. راه حل روزنامه ایران ورزشی، فعال کردن سایت ایران ورزشی آنلاین بود. دوم اردیبهشت ۱۳۹۹ به دلیل تحریم‌های آمریکا سایت ایران ورزشی با پسوند com. از دسترس خارج شد و سایت روزنامه و ایران ورزشی آنلاین به آدرسی جدید به فعالیت خود ادامه دادند.
اعضای شورای سردبیری سایت «ایران‌ورزشی آنلاین» معرفی شدند.